# تاكاو إيشي
تاكاو إيشي (باليابانية: 石井孝郎) هو لاعب رماية ياباني، ولد في 1 فبراير 1941 في إيباراكي في اليابان.

## وصلات خارجية
- تاكاو إيشي على موقع أوليمبيديا (الإنجليزية)